# Hesám Jakan
Hesám Jakan (arabul: هشام يكن حسين); (1962. augusztus 10. – ) egyiptomi válogatott labdarúgó. 

## Pályafutása

### Klubcsapatban
1982 és 1995 között az Ez-Zamálek játékosa volt, melynek tagjaként négy bajnoki címet (1984, 1988, 1992, 1993) szerzett és három alkalommal (1984, 1986, 1993) nyerte meg a bajnokcsapatok Afrika-kupáját. 

### A válogatottban
1988 és 1993 között 34 alkalommal szerepelt az egyiptomi válogatottban. Részt vett az 1990-es világbajnokságon, ahol a Hollandia, az Írország és az Anglia elleni csoportmérkőzésen kezdőként lépett pályára. Tagja volt az 1988-as és az 1992-es afrikai nemzetek kupáján szereplő válogatottnak is.

## Sikerei, díjai
Ez-Zamálek
- Egyiptomi bajnok (4): 1983–84, 1987–88, 1991–92, 1992–93
- Bajnokcsapatok Afrika-kupája győztes (3): 1984, 1986, 1993
- Afro-ázsiai klubok kupája győztes (1): 1987
- CAF-szuperkupa győztes (1): 1994